# Levin von Wintzingeroda-Knorr
Freiherr Wilhelm Georg Karl Levin von Wintzingerode-Knorr (* 17. Januar 1830 auf Gut Adelsborn, Kirchohmfeld; † 27. Juni 1902 in Göttingen) war ein deutscher Politiker.

## Familie

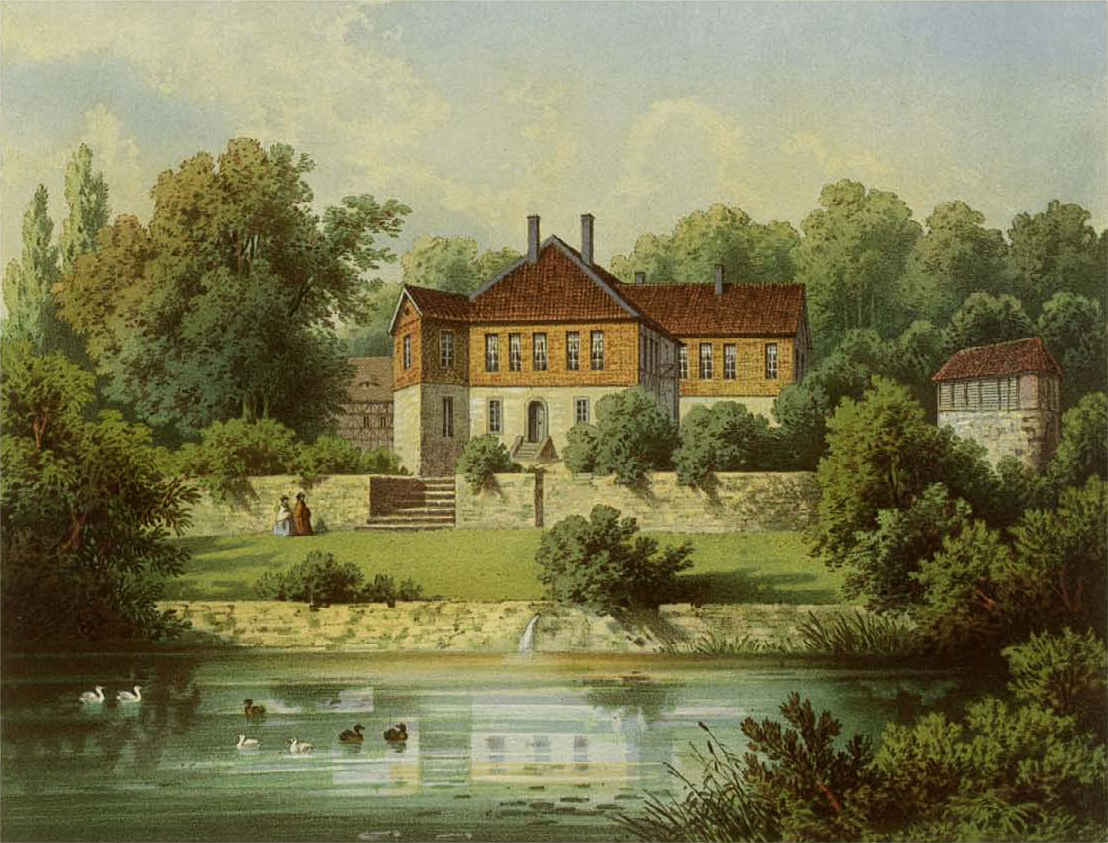
Gutshaus Adelsborn um 1860, Sammlung Duncker. Nach 1945 abgerissen

Levin von Wintzingerode-Knorr entstammte einer Seitenlinie der im Eichsfeld begüterten Adelsfamilie Wintzingerode. Sein Vater Freiherr Wilhelm von Wintzingerode-Knorr (1806–1876), preußischer Landrat und Herrenhausmitglied gehörte der Linie Adelsborn-Wehnde des Hauses Wintzigerode an. Er hatte durch seine (zweite) Ehe mit Clara von Knorr die Namens- und Wappenvereinigung mit dem in männlicher Linie ausgestorbenen Adelsgeschlecht Knorr herbeigeführt. Wilhelms erste Ehefrau und die Mutter Levins war eine entfernte Cousine, Antoinette von Wintzigerode-Adelsborn (1809–1835).
Levin von Wintzingerode-Knorr heiratete am 26. Juli 1859 Bertha von Hanstein-Besenhausen (1834–1903), die später Besenhausen erbte. Das Paar hatte folgende Kinder:
- Wilhelmine, * 3. Oktober 1860, ⚭ 1886 August Freiherr von Stein († 1907)
- Antoinette, * 2. November 1862
- Wilhelm, * 12. Juli 1864; † 11. November 1924, ⚭ 1890 Gertrud Hillmann (* 1868)

## Leben
Nach dem Abitur an der Klosterschule Roßleben schrieb sich Levin von Wintzingeroda-Knorr ab dem Wintersemester 1849/50 an der Georg-August-Universität Göttingen für das Studium der Kameralistik und Jurisprudenz ein. Daneben studierte er eine Zeitlang auch an der Universität Bonn und belegte neben seinen eigentlichen Fächern auch historische Lehrveranstaltungen. 1851 bis 1853 leistete er seinen Militärdienst im 6. Ulanenregiment und schied im Range eines Secondeleutnants aus. Anschließend setzte er sein Studium in Berlin fort. 1850 wurde er Mitglied des Corps Saxonia Bonn und 1853 Mitglied des Corps Saxonia Göttingen.
1854 trat er als Auskultator in den preußischen Staatsdienst ein. Ein Jahr später wurde er, zunächst provisorisch, 1857 dann endgültig zum Landrat des Landkreises Mühlhausen ernannt, was er bis 1871 blieb. Dort wurde er Mitglied der Mühlhausener Freimaurerloge Hermann zur deutschen Treue. 1872 wurde er als Landarmendirektor der Provinz Sachsen berufen und wurde schließlich erster Landesrat und Stellvertreter des Landeshauptmanns der Provinz Sachsen (1876–1884).
1884 schied Wintzigerode aus dem Staatsdienst aus, um sich, neben der Verwaltung seiner Güter seinen historischen Studien zu widmen. Politisch blieb er weiterhin als Mitglied des Preußischen Herrenhauses aktiv, dem er seit 1883 als Vertreter des Alten und Befestigten Grundbesitzes im Eichsfeld angehörte. Er war auch Mitglied im Provinziallandtag der Provinz Sachsen. Im Jahr 1885 wurde das Gut Wehnde-Adelsborn geteilt, Levin übernahm Wehnde, sein Bruder Sittig den Adelsborn. 1894 übergab er das Rittergut Wehnde seinem Sohn Wilhelm und zog nach Göttingen. Seine letzte Ruhestätte fand er in Wehnde auf dem Familienfriedhof unterhalb des Trogberges.

## Werke
- Ein Criminal-Prozeß aus dem 16. Jahrhundert; erschienen in: Zeitschrift des Harz-Vereins für Geschichte und Altertumskunde, Elfter Jahrgang (1878), S. 101–118.
- Die Kämpfe und Leiden der Evangelischen auf dem Eichsfeld während dreier Jahrhunderte. Halle 1892/93.
- Die Wüstungen des Eichsfeldes: Verzeichnis der Wüstungen, vorgeschichtlichen Wallburgen, Bergwerke, Gerichtsstätten und Warten innerhalb der landrätlichen Kreise Duderstadt, Heiligenstadt, Mühlhausen und Worbis. Göttingen (O. Hendel) 1903. (online)